# Gulabi Gang
Gulabi Gang (w języku hindi: gulabi = różowy) – grupa samozwańczych stróżów prawa złożona w większość z kobiet i osób z niższych kast, operująca początkowo w regionie Uttar Pradesh. Została założona przez Sampat Pal w 2006 roku, jako odpowiedź na powszechną przemoc domową i inne rodzaje przemocy wobec kobiet. Od 2010 roku odnotowano jego rozprzestrzenianie się oraz aktywność w całych północnych Indiach, zarówno na ulicach, jak i w lokalnej polityce. Liczbę członkiń określa się na około 20 tysięcy kobiet.
Zajmują się one m.in. interwencjami domowymi, fizyczną ochroną zagrożonych kobiet, rozwiązywaniem sporów rodzinnych oraz prowadzeniem edukacji dla kobiet.
Działalność tej organizacji jest tolerowana przez lokalną policję dzięki częstej współpracy między tymi dwoma podmiotami, zdarzają się jednak przypadki pobicia kijami przez członkinie niechcących przyjąć zawiadomień o gwałtach funkcjonariuszy (za co ciąży na liderce gangu jeden z zarzutów) czy oskarżanych o gwałty, czy przemoc domową mężczyzn.